# Metilfenidat
Metílfenidát je psihostimulans, ki deluje kot zaviralec ponovnega privzema dopamina in noradrenalina in se uporablja pri zdravljenju motnje aktivnosti in pozornosti in narkolepsije. Učinkovino preučujejo v kliničnih študijah že več kot 50 let in za zdravljenje motnje aktivnosti in pozornosti obstajajo številni dokazi o varnosti in učinkovitosti.
V Evropski uniji je na tržišču od leta 1950 pod različnimi imeni (Ritalin, Concerta, Equasim, Medikinet, Rubifen ...). Njegova uporaba se je razširila v 90. letih dvajsetega stoletja, ko se je uveljavila diagnoza motnje aktivnosti in pozornosti. Med letoma 2007 in 2012 se je predpisovanje metilfenidata v Veliki Britaniji na primer povečalo za 50 % in v letu 2013 se je uporaba tega zdravila na svetovni ravni povečala na 2,4 milijonov odmerkov, kar predstavlja 66-odstotno povečanje v primerjavi s predhodnim letom. 80 % svetovne porabe doprinesejo Združene države Amerike.
Za motnjo aktivnosti in pozornosti in sorodne motnje povezujejo s premajhno dejavnostjo dopamina in noradrenalina v možganih, predvsem v prefrontalni skorji, ki sodeluje med drugim pri besednem sklepanju, reševanju problemov, načrtovanju, kognitivni inhibiciji ... Mehanizem delovanja metilfenidata temelji na zaviranju ponovnega privzema kateholaminov, zlasti dopamina, nazaj v živčne končiče. Zavira namreč prenašalne beljakovine za dopamin in noradrenalin, kar poveča njuno koncentracijo v sinaptični špranji in s tem delovanje obeh živčnih prenašalcev. Hkrati pa metilfenidat deluje tudi kot agonist na serotoninskih receptorjih  5-HT1A.

## Mehanizem delovanja
Delovanje metilfenidata je povezano z zaviranjem ponovnega privzema dopamina in noradrenalina v presinaptične nevrone v prefrontalnem korteksu, zato je posledično povečana koncentracija monoaminov (dopamina in noradrenalina) v zunajnevronskem prostoru (sinaptični špranji).

## Uporaba
Metilfenidat je psihostimulans, ki deluje tako, da povečuje aktivnost osrednjega živčevja. Povzroča povečano budnost in pozornost ter zmanjša utrujenost. Kratkoročne koristi zdravljenja in stroškovna učinkovitost so izkazane. Uporablja se za zdravljenje motnje aktivnosti in pozornosti pri otrocih, starih šest let ali več. Uporablja se kot del celovitega programa zdravljenja motnje, kadar samo korektivni ukepi ne zadostujejo. Celovit program običajno vključuje še psihološke, izobraževalne in socialne ukrepe. Nenamensko se uporablja tudi za zdravljenje bipolarne motnje in hude depresivne motnje, ki se ne odzivata na druge oblike zdravljenja.
Metaanalize in sistemski pregledi slik z magnetno resonanco, so pokazali tudi na dolgoročne učinke zdravljenja motnje aktivnosti in pozornosti s psihostimulansi, kot so amfetamini in metilfenidat. Zmanjšajo se namreč anomalije v strukturi in delovanju možganov, značilne za bolnike s to boleznijo. Pregledi raziskav so nadalje ugotovili varnost in učinkovitost dolgotrajne uporabe psihostimulansov pri motnji aktivnosti in pozornosti.  V nadzorovanih kliničnih raziskavah je uporaba amfetaminov in metilfenidata pokazala učinkovitost in varnost tudi pri neprekinjeni večletni uporabi zdravila.
Metilfenidat je izkazal tudi učinkovitost pri narkolepsiji, ki spada med kronične motnje spanca. Učinkovito poveča budnost, pozornost in zmogljivost. Kljub učinkovitosti pa zmogljivosti bolnikov ne poveča na raven posameznikov, ki nimajo narkolepsije.

## Neželeni učinki
Pogosti kratkotrajni neželeni učinki metilfenidata so  motnje spanja, pomanjkanje teka, neješčnost (anoreksija) ter zmanjšanje telesne teže, manj pogosti pa tahikardija, povečanje krvnega tlaka,
glavobol in prebavne motnje. Pri bolnikih s srčno-žilnimi boleznimi se uporaba stimulansov ne priporoča, razen v primerih, kadar korist presega tveganje. Metilfenidat lahko poslabša tudi nekatere psihiatrične motnje, na primer depresijo, samomorilne misli, sovražnost, psihoze in manijo.